# Ceruletid
Ceruletid (oder Caerulein) ist ein bioaktives Peptid, das die glatte Muskulatur stimuliert, die Verdauungssekretion erhöht und schmerzlindernde Eigenschaften aufweist.
Es kommt natürlich im Hautsekret des Australischen Laubfrosches vor, aus dem es 1967 isoliert und strukturell aufgeklärt wurde.

## Geschichte

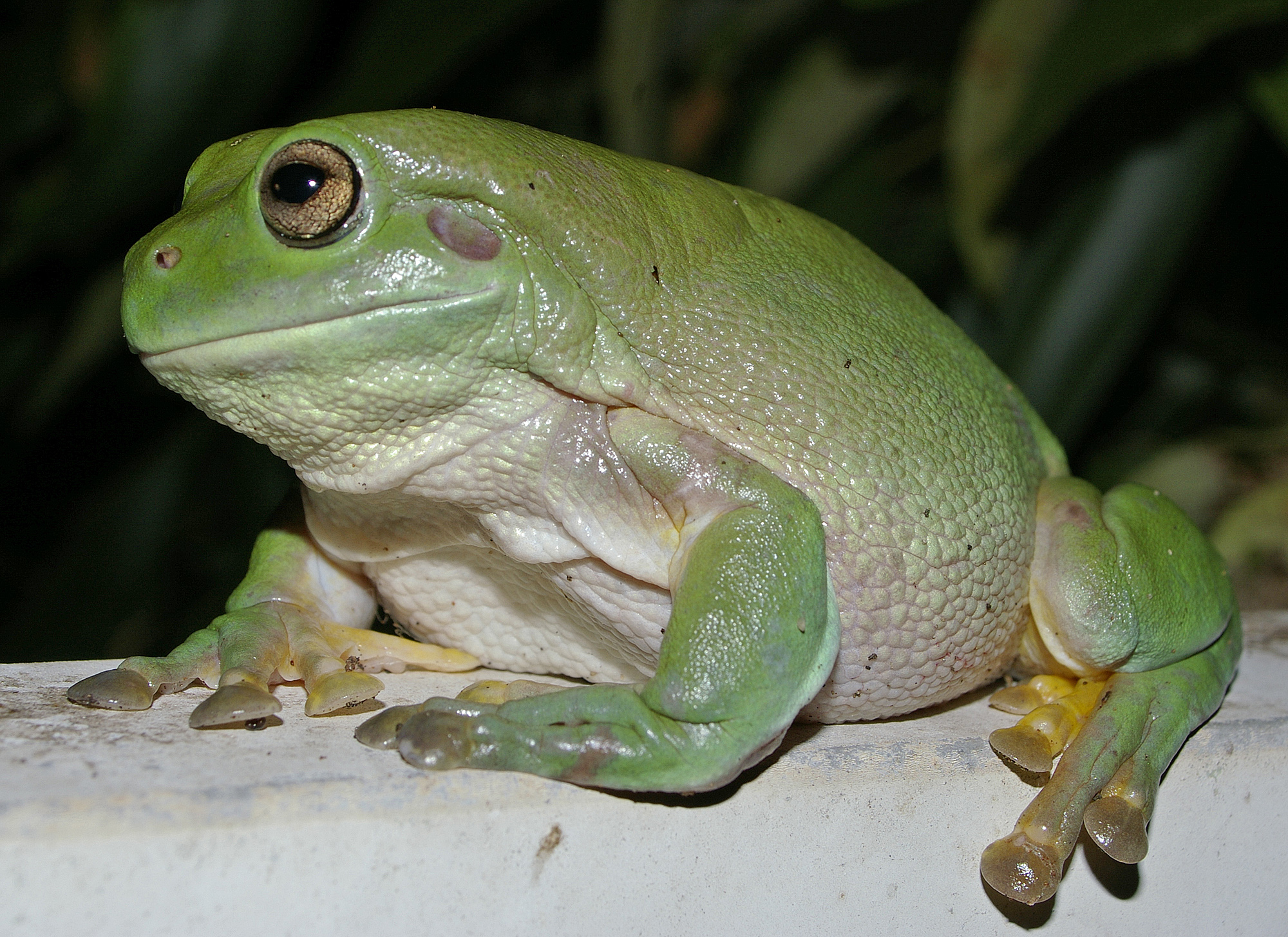
Caerulein kommt im Hautsekret des Korallenfinger-Laubfrosches (Litoria caerulea) vor.

Das Interesse an Ceruletid erreichte 1985 mit 100 in PubMed aufgenommenen Artikeln seinen Höhepunkt. Seitdem ist das Interesse zurückgegangen. Berichte über die schmerzlindernden Eigenschaften von Ceruletid gab es erstmals Anfang der 1980er Jahre.

## Pharmakologie
Die Wirkung von Ceruletid ist um einiges stärker als die des Peptidhormons Cholecystokinin. Seit den 1980er Jahren stellt Ceruletid eine parenterale Lösung dar und wird als diagnostisches Mittel zur Charakterisierung von Funktionsstörungen der Bauchspeicheldrüse und der Gallenblase eingesetzt. Darüber hinaus hat Ceruletid analgetische Eigenschaften. Aufgrund dessen könnte Ceruletid eine potenzielle schmerzlindernde Therapie für Krebspatienten darstellen.

## Sonstiges
Pharmazeutisch wird der Wirkstoff als Ceruletid-Diethylamin bzw. Ceruletid-Tris(diethylamin)-Trihydrat eingesetzt.